# Morte de Hedviga Golik
Em maio de 2008, o corpo de Hedviga Golik (Fiume, 1924 – Zagreb, c. 1966) foi encontrado em seu apartamento no sótão de um prédio em Zagreb, Croácia, onde permaneceu intacto por 42 anos, sentado em frente à televisão com uma xícara de chá ao lado.
O apartamento estava trancado e coberto por teias de aranha, e a porta só foi arrombada quando a comunidade decidiu reformar o edifício para transformá-lo em condomínios. Especialistas afirmam que Golik provavelmente morreu de causas naturais durante uma estação fria, embora o avançado estado de mumificação tenha impedido a determinação exata da causa e da data da morte.

## Biografia
Hedviga Golik, ex-enfermeira natural de Rijeka, vivia no bairro Medveščak, em Zagreb, nas proximidades da praça Gupčeva zvijezda. Desde 1961, ela ocupava um apartamento de 18 metros quadrados — um cômodo no sótão de um edifício de quatro andares, isolado dos andares inferiores. Seu último emprego  foi no centro de saúde comunitário de Trešnjevka.
O imóvel havia sido cedido pelo síndico do prédio, Hinković, antigo namorado de Golik. Ambos eram Testemunhas de Jeová e foi relatado que Hinković esteve envolvido na construção do edifício, relatos indicam que Hinković participou da construção do edifício, recebendo o apartamento no sótão como forma de pagamento. Golik tinha uma irmã professora em Zagreb, mas as duas teriam rompido contato após uma briga.
Uma vizinha, Katica Carić, descreveu Golik como excêntrica e propensa a mudanças de humor. Ela alternava entre comportamentos reclusos e episódios de agitação extrema. Ela nunca se socializou com outros inquilinos, mas era conhecida por gritar com as pessoas por qualquer motivo e correr sem rumo pela rua. Ela frequentemente tinha explosões de raiva, mesmo quando recebia ajuda, e suspeitava-se que ela fosse esquizofrênica. Carić costumava ajudá-la com compras: Golik baixava um balde com dinheiro e uma lista pela escada, e os itens eram deixados diante de sua porta. Golik também se ausentava por longos períodos, durante os quais sublocava o apartamento.
Carić afirmou ter visto Golik pela última vez acompanhada de dois ou três jovens, mas a data varia conforme as fontes: 1963, 1967 ou 1973.

## Desaparecimento
Em 1966, Hedviga Golik preparou uma xícara de chá para si mesma e se acomodou para assistir televisão em seu apartamento. Em algum momento, ela morreu. Antes disso, havia dito aos vizinhos que ficaria fora por tempo indeterminado. Havia rumores de que ela teria se juntado a uma seita na então República Socialista da Macedônia, enquanto outros acreditavam que teria se mudado para viver com parentes em Belgrado. Os moradores não entraram no apartamento durante sua ausência e, ao descobrirem seu corpo décadas depois, afirmaram: “Tínhamos medo de entrar no apartamento antes para não violar o contrato de arrendamento”.
A polícia de Zagreb declarou que Golik nunca foi oficialmente dada como desaparecida, mas que havia um registro informal de seu sumiço feito por um vizinho em 1973. Uma busca extraoficial por ela na Iugoslávia, no início dos anos 1970, não teve sucesso. Nenhum familiar jamais se apresentou.
Os moradores aparentemente perceberam que Golik havia morrido já em 1981, quando estavam quitando uma dívida hipotecária. No entanto, o caso não foi relatado às autoridades, pois os vizinhos disputavam entre si a posse do apartamento. Acreditavam que cada um tinha direito a pelo menos um metro quadrado de imóvel. Alguns alegaram que o apartamento nunca fora legalmente dela, mas a disputa privada seguiu sem resolução. Em 1991, o representante dos inquilinos, Mirko Horvatić, notificou as autoridades municipais de que o apartamento estava abandonado, mas não recebeu resposta devido ao início das Guerras Iugoslavas. Contrariando declarações posteriores da polícia, Horvatić afirmou que Golik estava desaparecida havia 25 anos.
Em 1998, alguém afixou uma nota manuscrita na porta da frente do apartamento, assinada como "Cidade de Zagreb, Comissão do Censo" (Grad Zagreb, Komisija za popis stanovništva):

Com base na Lei de Herança, a inquilina H. Golik ficou sem propriedade - herança. Até a resolução dos direitos de propriedade, os inquilinos não podem dispor do apartamento e qualquer tentativa de alienação é considerada crime.Original (em croata): Na temelju Zakona o nasljeđivanju stanarka H. Golik ostala je bez vlasništva - nasljedništva. Do rješenja vlasničkih prava stanari ne mogu raspolagati stanom a svaki pokušaj raspolaganja je krivično djelo.  (em croata)
Embora o autor fosse um morador anônimo, os vizinhos acreditaram na nota e desistiram de tentar reivindicar o imóvel.

## Descoberta do corpo
Em 2008, o complexo de edifícios onde Golik residia seria transformado em condomínios mediante acordo com os moradores. Hedviga Golik foi a única que não respondeu à solicitação. Em 12 de maio de 2008, três representantes arrombaram a porta do apartamento no sótão e encontraram o corpo de Golik deitado em sua cama, enrolado em cobertores, em frente à televisão. A xícara de chá da qual ela havia bebido ainda estava sobre a mesa ao lado da cadeira. Nada em seu apartamento havia sido perturbado, embora o ambiente estivesse coberto por inúmeras teias de aranha. A polícia removeu o corpo do local. A autópsia não conseguiu determinar a causa da morte nem o momento exato em que ocorreu. Segundo um especialista, é possível que ela tenha morrido de causas naturais, embora "seja quase impossível afirmar com certeza" após tantos anos.
Inicialmente, acreditava-se que a morte teria ocorrido em 1973. O Instituto de Medicina Legal e Criminalística conduziu a autópsia e concluiu que Golik provavelmente morreu durante uma estação fria. A localização isolada do apartamento permitiu que a decomposição passasse despercebida até que o corpo se mumificasse. "Apesar de as janelas estarem abertas, o vice-diretor do instituto, Davor Strinović, observou que o odor de decomposição deveria ter sido perceptível nas fases iniciais. No entanto, os vizinhos alegaram que o cheiro só se tornou notável quando a porta foi finalmente destrancada.
Um porta-voz da polícia declarou:

“Até agora, não temos ideia de como é possível que alguém oficialmente dado como desaparecido há tanto tempo não tenha sido encontrado antes, no mesmo apartamento em que morava.”
A eletricidade do imóvel nunca foi desligada ao longo dos cerca de 40 anos desde a morte de Golik. As contas de luz eram pagas regularmente pelo arquiteto original do edifício, também residente em Zagreb, que morreu três meses antes da descoberta do corpo.